# Si Sa Ket
Sisaket (em tailandês:  ศรีสะเกษ), é a capital da província de  mesmo nome, está situada no nordeste da Tailândia, na região conhecida como Isan. 
Si é um título honorífico tailandês derivado do título sânscrito de veneração Sri, e Sisaket é por vezes transliterado como Srisaket, Sri Saket ou Si Sa Ket.
A cidade em si tem uma população de 39.679 pessoas (dado de 2008).

## História
O município foi criado em 1936, então chamado Khu Khan, que era o nome da província.  Em 1939 ela foi renomeada para Sisaket, após a renomeação da província no ano anterior.

## Transporte
Sisaket, uma cidade moderna, está situada na linha ferroviária do Nordeste, que inicia em Bangkok na estação ferroviária de Hua Lamphong (หัวลำโพง ), também tem serviço frequente de e para o Terminal Rodoviário do Norte em Bangkok com conexões de ônibus para todas as províncias do norte e nordeste.